# Дерматологія
Дерматоло́гія (від грец. δέρμα — шкіра і грец. λογος — наука) — розділ медицини, який вивчає будову і функціювання шкіри і її придатків — волосся, нігтів, а також слизових оболонок, захворювань шкіри, її придатків і слизових, методи їх лікування і запобігання. Відповідно лікар, який займається цим розділом медицини — дерматолог. 
Часто дерматологію об'єднують з венерологією — вченням про венеричні хвороби, а також на сьогодні захворювання, що передаються статевим шляхом. Таким чином існує об'єднана медична спеціальність — дерматовенерологія, а лікар, який лікує такі хвороби, — дерматовенеролог.

### Книги
- Дерматологія, венерологія в питаннях та відповідях: Посібник для студентів, магістрів вищих навчальних закладів / За загальною редакцією О. О. Сизон. — Львів: Каменяр, 2017. — 180 с.: іл. ISBN 978-966-607-434-7
- Дерматологія і венерологія: Підручник для мед. ВНЗ І—ІІІ р.а. Затверджено МОЗ / Степаненко В. І., Чоботарь А. І., Бондарь С. О. — К.: ВСВ Медицина, 2015. — 336 с. ISBN 978-617-505-384-3
- Дерматологія, венерологія /В. І. Степаненко, М. М. Шупенько, О. О. Сизон та ін.. // Підручник під загальною редакцією д.м.н., проф.. В.І Степаненка для студентів вищих медичних начальних закладів IV рівня акредитації. — К.: КИМ. — 2012. — 848 с.
- Основи діагностики й лікування в дерматології та венерології: Посібник для лікарів / І. І. Мавров, Л. А. Болотна, І. М. Сербіна. — Х.: Факт, 2007. — 792 с.
- Коляденко В. Г., Степаненко В. І., Федорич П. В., Скляр С. І. Шкірні та венеричні хвороби. Вінниця: Нова книга, 2006. — 421 с.
- Савчак В. І., Галникіна С. О. Хвороби шкіри. Хвороби, що передаються статевим шляхом. — Тернопіль, «Укрмедкнига», 2001, — 507 с.
- Сучасні технології, естетичні процедури та фізіотерапія в дерматології та косметології / Циснецька А. В. — Львів: Манускрипт, 2008. — 176 с.

### Журнали
- British Journal of Dermatology
- American Journal of Clinical Dermatology
- Journal of the European Academy of Dermatology and Venereology
- Journal of the American Academy of Dermatology
- Journal of Investigative Dermatology
- Journal of Dermatological Science
- Dermatology
- Experimental Dermatology
- Sexual Medicine Reviews